# Cteipolia isotima
Cteipolia isotima là một loài bướm đêm trong họ Noctuidae.